# Eulalia longocirrata
Eulalia longocirrata är en ringmaskart som beskrevs av Støp-Bowitz 1948. Eulalia longocirrata ingår i släktet Eulalia och familjen Phyllodocidae. Inga underarter finns listade i Catalogue of Life.